# Manfredo Manfredi
Manfredo Manfredi (Piacenza, 16 de abril de 1859 — Piacenza, 13 de outubro de 1927) foi um arquiteto italiano.

## Biografia
Em 1880, Manfredi começou seus estudos na Accademia di Belle Arti di Roma (Academia de Belas Artes de Roma). Em 1884 ficou em segundo lugar no concurso de arquitectura para o monumento agora conhecido como o Altar da Pátria, em honra de Victor Emmanuel. Quando o arquiteto vencedor Giuseppe Sacconi morreu em 1905, Manfredi, Gaetano Koch e Pio Piacentini foram nomeados para supervisionar a conclusão do monumento. No Brasil, tornou-se conhecido pela idealização do Monumento à Independência do Brasil, conjuntamente com o também italiano Ettore Ximenes.
Manfredi ajudou a fundar a Scuola Superiore di Architettura em Roma, tendo sido seu diretor de 1908 a 1920. Ele também esteve envolvido na política, sendo eleito membro do Parlamento da Itália entre 1909 e 1919.